# レンズメーカー
レンズメーカーとは、レンズを製造しているメーカー。レンズを専門に生産しているところと、レンズを主力としつつカメラなどその他の光学製品も生産しているところが存在する。
写真・ビデオ撮影用レンズや産業用レンズ、望遠鏡、顕微鏡、双眼鏡、内視鏡など光学機器のレンズを製造するメーカーでは、他社からのOEMを引き受けることもある。
他にメガネレンズのメーカーもあるが、この項では、光学機器(主にカメラ)のレンズを製造するメーカーについて記載。

## 日本（生産中）

### 一般向けにカメラ用レンズを主に製造、販売しているメーカー
- キヤノン - ( RF,EF LENS) トップのシェアを持つ一眼レフカメラ、交換レンズメーカー。すばる望遠鏡や人工衛星用レンズなども生産。
- ニコン -  (NIKKOR) カメラレンズ以外にも顕微鏡、天体望遠鏡、各種測定器、ステッパなどを生産。光学ガラス熔解もおこなう。
- ソニー - (G Lens, ZEISS Lens)自社ブランドで一眼レフ用交換レンズを生産。
- 富士フイルム - (Xシステム、Xシリーズ) 2010年にフジノンと統合した。
- OMデジタルソリューションズ - (ZUIKO DIGITALレンズ) 旧オリンパスの時には、Dズイコーが二眼レフ、スプリングカメラに多数供給されていた。
- リコーイメージング - (PENTAX)以前はペンタックスから「Super Takumar」として発売されていた。
- シグマ - (SIGMA) サードパーティ・レンズメーカーとしては現在世界最大。他社ブランドのOEM生産も多い。
- タムロン -  (TAMRON) レンズメーカー。自社ブランドで一眼レフ用交換レンズを生産するほか、ソニーなどへのOEM供給もおこなう。
- コシナ - (COSINA) 自社ブランド製品、フォクトレンダーブランド製品、カール・ツァイスライセンス許諾製品を生産している。
- パナソニック - (LUMIX) 現在はマイクロフォーサーズ向けにライカブランドのデジタルカメラ用レンズを主に生産。家電メーカーでは唯一の自社生産。
- ケンコー・トキナー - (Tokina ,Kenko ,ZEISS ,SAMYANG) 光学メーカーのケンコーとトキナーが合併して設立。
- 木下光学研究所 - (KISTAR)  富岡光学の『TOMINON 55mm F1.2』の光学設計を担当した木下三郎氏が創設した会社。そのため、富岡光学のノウハウが詰まったレンズを発売している。
- 吉田産業/レイノックス -  (RAYNOX ) 1963年創業のレンズを中心としたメーカー。マクロレンズやビデオカメラレンズが強みである。
- MS-OPTICS - 主にライカMマウントの製品を手作業で製作している。
- GIZMON - (Tilt Lens、Utulens) 富士フイルムの写ルンですのレンズを再利用したレンズを発売している。

### 他の光学製品または、産業用のレンズを主に生産しといるメーカー
- コニカミノルタ - 現在では他社のレンズ製造が主流。かつては、カメラメーカー（コニカ、ミノルタ、日本ビクター)に一眼レフをはじめとする自社のカメラ用レンズを生産。
- 清原光学 - 現在では他社のレンズ製造が主流。かつては、キヨハラソフトを販売していた。
- 興和 - 元来は繊維商社だったが、戦後、光学機器・医薬品に参入した。現在はカメラ用レンズも生産しているか、スポッティングスコープ、眼鏡店用光学機器などを主力とし生産している。
- 小堀製作所 - 現在では他社のレンズ製造が主流。かつては、テフノン（輸出ブランドはコボロン）を生産していた。
- 京セラ - 現在では他社のレンズ製造(監視カメラ、携帯電話用カメラ、実体顕微鏡)が主流。旧富岡光学の京セラオプテックを吸収合併。かつてヤシカMLレンズ、コンタックス向けカール・ツァイスを生産していた。
- トプコン - 旧東京光学。現在は医療機器（主として眼科）、眼鏡店用光学機器、半導体製造装置、測量機などを生産。以前はライカマウントや大判用のトプコールレンズを生産していた。

- 朝日光学機製作所[1] - マイクロスコープ、工業用内視鏡、赤外顕微鏡を生産している
- サークルアンドスクエア[2] - プラスチックレンズ試作専門メーカー。家電・自動車の照明レンズから各種撮像レンズまでの受託加工を行っている。
- ハリオグラス - 自動車用ヘッドレンズを生産している、耐熱ガラスメーカー。

## 日本国外（生産中）

### ドイツ
- アーノルド&リヒター
- カール・ツァイス - 現在新品で手に入る写真用交換レンズのほとんどはコシナかソニーが製造している。
- ローデンストック
- ライカ - パナソニックにライセンス供与を行う。
- メイヤー・オプティック・ゴルリッツ　-　旧VEBペンタコン。プラクチカール・レンズをメイヤーブランドに変更したものを現在も生産中。
- シュナイダー・クロイツナッハ
- ソリゴール

### フランス
- アンジェニュー

### ロシア
- ゼニット

### 韓国
- SAMYANG（三洋オプティクス） - 一眼レフカメラ、ミラーレスカメラ用のレンズを製造。

### 中国
- 中一光学 - MITAKONブランドで大口径レンズを製造。
- LAOWA - 一眼レフカメラ、ミラーレスカメラ用のレンズを製造。
- YONGNUO

## 生産終了

### 日本
- コニカ - コニター (KONITAR)、ヘキサー (HEXAR)、ヘキサノン (HEXANONといった写真用レンズを生産した。
- ミノルタ - （旧・千代田光学精工 / 現・コニカミノルタ） - ロッコール (ROKKOR)、プロマー (PROMAR)
- 大沢商会 - 大沢商会のカメラ製品一覧参照。
- ペンタックス - 旧旭光学。現在はリコーイメージングに吸収合併されている。戦前には他社にレンズを供給していた。
- リコー - （旧・理研光学） - リコー (RICO)、リケノン (RIKENON)、リコマット (RICOMAT)
- 三協光機 - （コムラー） - 望遠レンズ用コンバーターの「テレモア」が知られる。
- アベノン光機 - アベノンを生産した。コムラーOBが集まり1982年ごろに設立。
- ヤシカ - 富岡光学とは別に一部のレンズを岡谷工場で自社生産していた。ヤシノン (YASHINON)、ヤシコール (YASHIKOR)、ヤシマー (YASHIMAR)などのブランド。
- トキナー - 現在はHOYAグループ。ケンコーブランドのレンズや、イギリス向けのHOYAブランドのレンズも生産していた。
- マミヤ・デジタル・イメージング - 旧世田谷光学。セコールは世田谷光学の自社ブランドであったが、マミヤ光機が買収した。かつてはレンズ部門として別会社だったが、1970年代に統合。
- 山崎光学研究所 - レンズメーカー。大判用レンズのコンゴーを生産していた。
- 安原製作所 -  MOMOブランドを生産していた。
- 清原光学研究所 - 現在は清原光学である。
- アイレス写真機製作所 -  エクセルシオ ブランドを生産していた。
- 小堀製作所 - テフノン (TEFNON)
- トプコン - （旧・東京光学） - シムラー (SIMLAR)、トプコール (TOPCOR)
- 日東光学 - コミナー (KOMINAR)
- ペトリ - （旧・栗林写真工業） - オリコン (ORIKON)、オリコール (ORIKKOR)
- ミランダカメラ
- アルコ写真工業
- チノン
- サン光機

いち早くレンズへのブランド使用を止めたのはキヤノンで、1957〜1959年ごろにはすでにセレナー銘の使用を止めている。ライカやカール・ツァイス、フォクトレンダーなど海外ブランドではレンズシリーズ毎の名前がブランド名的に扱われているものもある

### ドイツ
- アストロ・ベルリン
- C・A・シュタインハイル&ゼーネ
- フォクトレンダー
- プラウベル
- VEBカール・ツァイス・イエナ - 東西ドイツ統合後に解体。レンズ生産部門はライカに買収され、現在はイエナオプティックとして事業継続。ツァイス・イエナ本体は現在顕微鏡メーカー。

### イギリス
- ダルメイヤー
- ロッス
- テーラーホブソン

### フランス
- キノプティック
- ベルチオ光学機械社

### 韓国
- サムスン電子 - 2015年にカメラ事業大幅縮小。事実上の撤退[3]。